# Certificat d'études de base
Pour les articles homonymes, voir Certificat d'études et CEB.
Le certificat d’études de base (CEB) est un examen commun à toutes les écoles primaires de Belgique francophone (Communauté française de Belgique) permettant aux élèves d’accéder à l’enseignement secondaire. 
Depuis 2009, environ 50 000 élèves passent cette épreuve, portant sur le français, les mathématiques et l’éveil (notions de sciences, d’histoire et de géographie).

## Description
Le but est de présenter un examen d’un niveau identique pour toutes les écoles. Avant, il y avait, fin de 6e primaire un examen cantonal dans les écoles communales et un examen inter-diocésain dans les écoles catholiques. Ces examens étaient différents d’une école à l’autre et les niveaux de difficulté étaient variables. En 2006, un décret a fondé le CEB. Il n’a été rendu obligatoire qu’à partir de juin 2009 ; date à laquelle les examens cantonaux et inter-diocésain ont disparu.
Cette épreuve est obligatoire :
- pour les élèves de 6e primaire  ;
- pour les élèves de 1re ou 2e année différenciée de l’enseignement secondaire  ;
- pour les élèves suivant un enseignement à domicile et ayant 12 ans le 31 août de l’année du CEB.

Les épreuves du CEB sont conçues par une équipe qui rassemble des inspecteurs, des enseignants, des conseillers pédagogiques et des experts universitaires. Ils rédigent un 1er questionnaire qu’ils testent en janvier dans certaines écoles. Grâce à ce pré-test, ils améliorent leur questionnaire. Les épreuves ont lieu le matin. Les élèves sont surveillés par leur instituteur ou par un autre enseignant.
Chaque année le CEB se déroule à la mi-juin. L’après-midi, les élèves ont congé et les CEB sont corrigés par l’ensemble des instituteurs de plusieurs écoles. Pour éviter qu’un enseignant favorise ses élèves, les copies ne portent pas le nom de l’élève mais un numéro. De plus, chaque enseignant corrige la même question pour toutes les copies.
Chaque jour, les élèves passent un examen sur une partie du cours de français et de mathématiques. Pendant deux jours on y ajoute l’éveil : la géographie, l’histoire et les sciences.
Pour avoir le CEB, il faut avoir au moins 50 % dans chaque matière. Si on réussit, on peut s’inscrire en 1re année commune de l’enseignement secondaire.
LE CEB peut être octroyé aux élèves qui le ratent sur base du dossier de l'élève.
Si l’échec est trop important, l’élève peut recommencer sa sixième primaire ou s’inscrire en 1re différenciée de l’enseignement secondaire. Cette année lui permettra de rattraper son retard et de se préparer au CEB.
Il existe aussi le CEB pour adultes. Il s’adresse aux élèves qui quittent la 2e année différenciée sans leur CEB ou aux adultes ne l’ayant pas obtenu. Pour le CEB adulte, l’épreuve est différente. La personne rédige un travail sur un thème qu’elle choisit et le présente oralement devant un jury.

## Critiques et discussions
Le CEB est régulièrement critiqué comme étant trop facile, en raison des taux de réussite élevés. Par exemple, ce taux était de ː
- 91,75 % en 2012[6],
- 96,3 % en 2013[3] (taux le plus élevé depuis la création du certificat),
- 85,4% en 2022[7],
- 88,2% en 2023[7],
- 87,22% en 2024[8].

En 2023, Diana Nikolic, la cheffe de groupe MR au Parlement de la Fédération Wallonie-Bruxelles, alors dans l'opposition, le décrivait comme étant "trop simple", en particulier compte tenu du niveau exigé dans l'enseignement secondaire. Elle plaide pour que niveau minimum requis soit relevé de 50% à 60, voire 70%. Son parti, le Mouvement réformateur avait déjà en 2013 remis en question le seuil des 50 % pour décrocher le CEB. Le rehaussement du seuil de réussite à 60%, à résultats égaux, conduirait entre 7.500 et 8.000 élèves à l'échec. 
Certains enseignants critiquent également le CEB comme étant de plus en plus facile,. Cette affirmation semble toutefois contredite par le maintien d'un taux de réussite assez comparable au fil des années. 